# Калтињага
Калтињага (итал. Caltignaga) је насеље у Италији у округу Новара, региону Пијемонт.
Према процени из 2011. у насељу је живело 1743 становника. Насеље се налази на надморској висини од 181 м.

## Становништво
| 1936. | 1951. | 1961. | 1971. | 1981. | 1991. | 2001. | 2011. |
| ----- | ----- | ----- | ----- | ----- | ----- | ----- | ----- |
| 1.802 | 1.964 | 2.052 | 2.054 | 2.210 | 2.212 | 2.345 | 2.585 |